# Ashton United Football Club
Ashton United Football Club es un club de fútbol de Ashton-under-Lyne, Gran Mánchester, Inglaterra. Actualmente son miembros de la Northern Premier League, la séptima división del fútbol inglés, y juegan en el Hurst Cross.

## Historia
El club fue fundado en 1878 como Hurst Football Club y el informe de partido más antiguo conocido se remonta a un partido contra Hurst Red Star el 16 de marzo de 1879. Originalmente jugaban con rayas blancas y negras y fueron apodados The Lambs. El club ingresó por primera vez a la FA Cup en 1883, venciendo a Turton 3-1 en la primera ronda, y luego a Irwell Springs 3-2 en la segunda. Sin embargo, el resultado fue anulado tras una protesta de Irwell, y fueron ellos quienes avanzaron a la tercera ronda después de que Hurst se negara a jugar la repetición. En 1885, ganó la primera edición de la Manchester Senior Cup, superando a Newton Heath (ahora Manchester United) 3-0 en la final. En el mismo año llegaron nuevamente a la segunda ronda de la FA Cup. Sin embargo, aunque derrotaron a Halliwell por 3-1, el resultado fue anulado nuevamente. Ashton se negó a jugar la repetición y Halliwell avanzó a la tercera ronda.
Hurst se unió a Ashton & District League en 1891, pero después de terminar noveno en la liga en la temporada 1891-92, en junio de 1892 se informó que el club se había retirado. Se reformaron en 1909 y fueron admitidos en la Manchester Football League cuando se amplió de 16 a 18 clubes. En su primera temporada en la liga, terminaron empatados a puntos en la parte superior de la tabla con Salford United, lo que resultó en un desempate por el campeonato, que Saldford ganó 2-1. Después de terminar sexto en 1910-11, el club ganó el título de liga en 1911-12 y posteriormente se unió a la Second Division de Lancashire Combination. Aunque solo terminaron quintos en 1912-13, fuerson ascendidos a la Primera División de la liga para la temporada 1913-14. Debido al estallido de la Primera Guerra Mundial, el club no compitió en la temporada 1915-16, pero volvió a participar en una edición en tiempos de guerra en la liga para la temporada 1916-17, ganando el título. Sin embargo, no compitieron durante la temporada siguiente. Renaudaron en el Lancashire Combination en la temporada 1918-19, pero cambiaron a la Cheshire County League en 1923. Los jugadores comenzaron a usar camisetas rojas, lo que le valió al club un nuevo apodo: The Robins.
Poco antes de la Segunda Guerra Mundial, Hurst fichó a Dixie Dean, pero el estallido de las hostilidades lo limitó a un puñado de apariciones con el club. Después de la guerra, el club volvió a jugar en la Cheshire County League en la temporada 1945-46, cambiando su nombre a Ahton United el 1 de febrero de 1947. A pesar de terminar en el segundo lugar de la liga en la temporada 1946-47, solicitaron la elección a la English Football League, pero los cuatro clubes de la English Football League fueron reeligos sin votación. Posteriormente se reincorporaron a Lancashire Combination en 1948 y fueron colocados en la Division One. Después de terminar duodécimo en la temporada 1960-61, el club renunció a la liga para solicitar volver a unirse a la Cheshire County League; en una votación, derrotaron a Altrincham y Wigan Athletic, por lo que tuvieron que reincorporarse a Lancashire Combination. Sin embargo, la Division One ahora estaba llena. 
En 1964, Ashton United cambipo a aka Midland Counties League, donde jugaron durante dos temporadas antes de regresar a la Division Two de la Lancashire Combination en 1966. Dos temporadas más tarde, se trasladaron a la Cheshire County League, donde permanecieron hasta que se fusionó con Lancashire Combination para formar la North West Counties League en 1982. El club se colocó en la Division One, pero fue relegado a la Division Two después de terminar segundo desde abajo en la temporada 1983-84. Después de ganar la Division Two en la  temporada 1987-88, fueron ascendidos nuevamente a la Division One. La temporada 1991-92 los vio ganar el título de la Division One, obteniendo el ascenso a la Division One de la Northern Premier League. Permanecieron en la división hasta que un tercer lugar en la temporada 2001-02 los vio clasificar para los play-offs de promoción. Después de una victoria por 3-1 sobre Spennymoor United en las semifinales, una victoria por 2-1 sobre Bamber Bridge en la final los vio ascendidos a la Primera División. En esa temporada, Gareth Morris de Ashton anotó uno de los goles más rápidos en la historia de la FA Cup, anotando después de solo cuatro segundos contra Skelmersdale United.
Con la creación de la National League North en 2004, un puesto 14 en la temporada 2003-04 vio al Ashoton United desempatar contra Hyde United y Bradford Park Avenue por el derecho a jugar en la nueva liga. Tras una victoria por 2-1 sobre Hyde, perdieon 2-1 ante Bradford Park Avenue en la final. Sin embargo, después de la desafortunada desaparición de Telford United quedó disponible un lugar adicional en la nueva estructura y Ashton ocupó su lugar en la National League North. La temporada siguiente los vio terminar penúltimos, lo que resultó en el descenso a la Primera División de la Northern Premier League. En 2010, se ordenó al club pagar £32,000 a Marcus Hallows después de que se lesionará jugando contra Ashton para Altrincham.
En 2011, Ashton Unitede ganó la Northern Premier League Challenge Cup, venciendo a Northwich Victoria 1-0 en la final. Después de terminar quinto en 2013-14, el club se clasificó para los play-offs de ascenso; sin embargo, después de vencer al United of Manchester por 2-1 en la prórroga, perdieron la final ante el Fylde en los penales tras un empate 1-1. La temporada 2014-15 vio un tercer puesto, nuevamente clasificándose para los play-offs de promoción, en los que perdieron en los penales ante los rivales locales Curzon Ashton después de un empate 1-1. Una tercera campaña consecutiva de play-oofs siguió a un cuarto puesto en la temporada 2015-16, pero vio al club perder 3-1 ante Salford City en las semifinales. En la temporada 2017-18 fueron subcampeones de la Primera División; en los play-offs derrotaron a Farsley Celtic 2-0 en las semifinales, antes de vencer a Grantham Town en la final para ganar el ascenso de regreso a la renombrada 

## Estadio

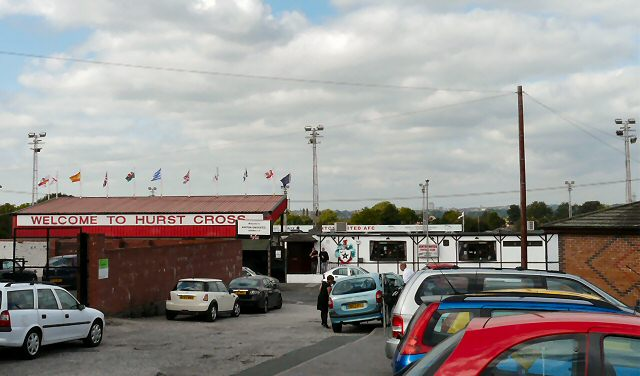
Entrada del Hurst Cross

El club jugó inicialmente en Holebottom en Smallshaw, antes de mudarse a Rosehill y luego a la cercana Hurst Cross para su primer partido jugando el 27 de septiembre de 1884, lo que convirtió al campo en uno de los estadios de fútbol más antiguos del mundo. El año siguiente, una multitud récord de más de 9,000 personas asistieron a un partido de la Lancashire Senior Cup contra Blackburn Rovers. Los proyectores se instalaron en 1953 y se inauguraron con una victoria por 4-3 sobre el Wigan Athletic el 29 de septiembre de ese año; el goleador histórico del club, Stuart Dimond, consiguió el primer gol del club bajo las luces. Durante la temporada 1954-55, Hurst Cross organizó la primera competencia iluminada aprobada por la Asociación Inglesa de Fútbol, Lancashire y Cheshire Floodlit Cup. Ashton United, Wigan Athletic y Nelson de Lancashire Combination y Mossley, Macclesfield Town, Droylsden, Hyde United y Stalybridge Celtic de la Cheshire County League fueron invitados a competir por el trofeo, que finalmente ganó Hyde United. La competición se repitió la temporada siguiente con Winsford United ocupando el lugar del Wigan Athletic; Hyde United volvió a tener éxito.
La capacidad actual es de 4,500, de los cuales 250 están sentados (en el Sid Sykes Stand) y 750 cubiertos, incluyendo el Popular Stand en el lado opuesto del suelo. Las terrazas abiertas con una pequeña cantidad de suelo cubierto están disponibles en ambos extremos del terreno.

## Palmarés
| Campeonatos                 | Títulos                                                       |
| --------------------------- | ------------------------------------------------------------- |
| Northern Premier League     |                                                               |
| Challenge Cup               | 2010-11                                                       |
| Division One Cup            | 1993-94, 1996-97, 1998-99                                     |
| North West Counties League  |                                                               |
| Division One                | 1991-92                                                       |
| Division Two                | 1987-88                                                       |
| Challenge Cup               | 1991-92                                                       |
| Lancashite Combination      |                                                               |
| Division One                | 1916-17                                                       |
| Division Two                | 1961-62                                                       |
| League Cup                  | 1961-62                                                       |
| Manchester League           | 1911-12                                                       |
| Manchester Senior Cup       | 1884-85, 1913-14, 1975-76, 1977-78                            |
| Manchester Junior Cup       | 1893-94, 1910-11, 1932-33                                     |
| Manchester Junior Cup       | 1935-36, 1938-39, 1949-50, 1952-53, 1953-54, 1954-55          |
| Manchester Intermediate Cup | 1958-19, 1962-63                                              |
| Manchester Premier Cup      | 1979-80, 1982-83, 1991-92, 2000-01, 2001-02, 2002-03, 2021-22 |

## Datos del club
- Mejor actuación en la FA Cup: Segunda ronda, 1883-84, 1885-86
- Mejor actuación en la FA Trophy: Cuartos de final, 1996-97[9]
- Mejor actuación en la FA Vase: Cuarta ronda, 1992-93[9]
- Mayor goleada: 13-1 contra Marple (Lancashire Combination), 22 de febrero de 1919[3]
- Mayor goleada en contra: 11-1 contra Wellington Town, Cheshire County League, 1946-47[18]
- Mayor asistencia: más de 9,000 contra Blackburn Rovers, Lancashire Senior Cup, 1885[3]
- Más participaciones: Johnny Burke, 410 partidos, 1953-1964[19]
- Jugador más costoso contratado: £15,000 de Rotherham United para Karl Marginson, 1993[18]
- Jugador más costoso vendido: £9,000 a Netherfield por Andy Whittaker, 1994[18]